# 大河塔乡
大河塔乡是中国陕西省榆林市榆阳区下辖的一个乡。

## 行政区划
大河塔乡下辖以下行政区：
大河塔村、杨家畔村、王崖村、马家梁村、任庄则村、青草沟村、石灰窑村、柴兴梁村、刘家沟村、兰家峁村、牛圈沟村、断桥沟村、方家畔村、后畔村、香水村、西窑则村